# Richard Farrant
Richard Farrant (c.1525 – 30 novembre 1580) est un compositeur anglais. Comme beaucoup de compositeurs de son époque, le début de la vie de Farrant n'est pas bien documenté. La première apparition documentaire se trouve dans une liste de Gentilshommes de la Chapelle Royale en 1552. À partir de cette liste, il est supposé que sa naissance se situe autour de 1525 – bien qu'elle ne puisse être déterminée avec précision. Au cours de sa vie, il a été en mesure de s'établir lui-même comme un grand compositeur, de développer les dramatiques de langue anglaise considérablement, a fondé le premier Blackfriars Theatre et être le premier à écrire des verse anthems. Il épouse Anne Bower, fille de Richard Bower qui était à l'époque maître des choristes de la chapelle royale. Avec Anne, il a conçu une dizaine d'enfants, dont l'un a également été nommé Richard.

## Travail pour la royauté

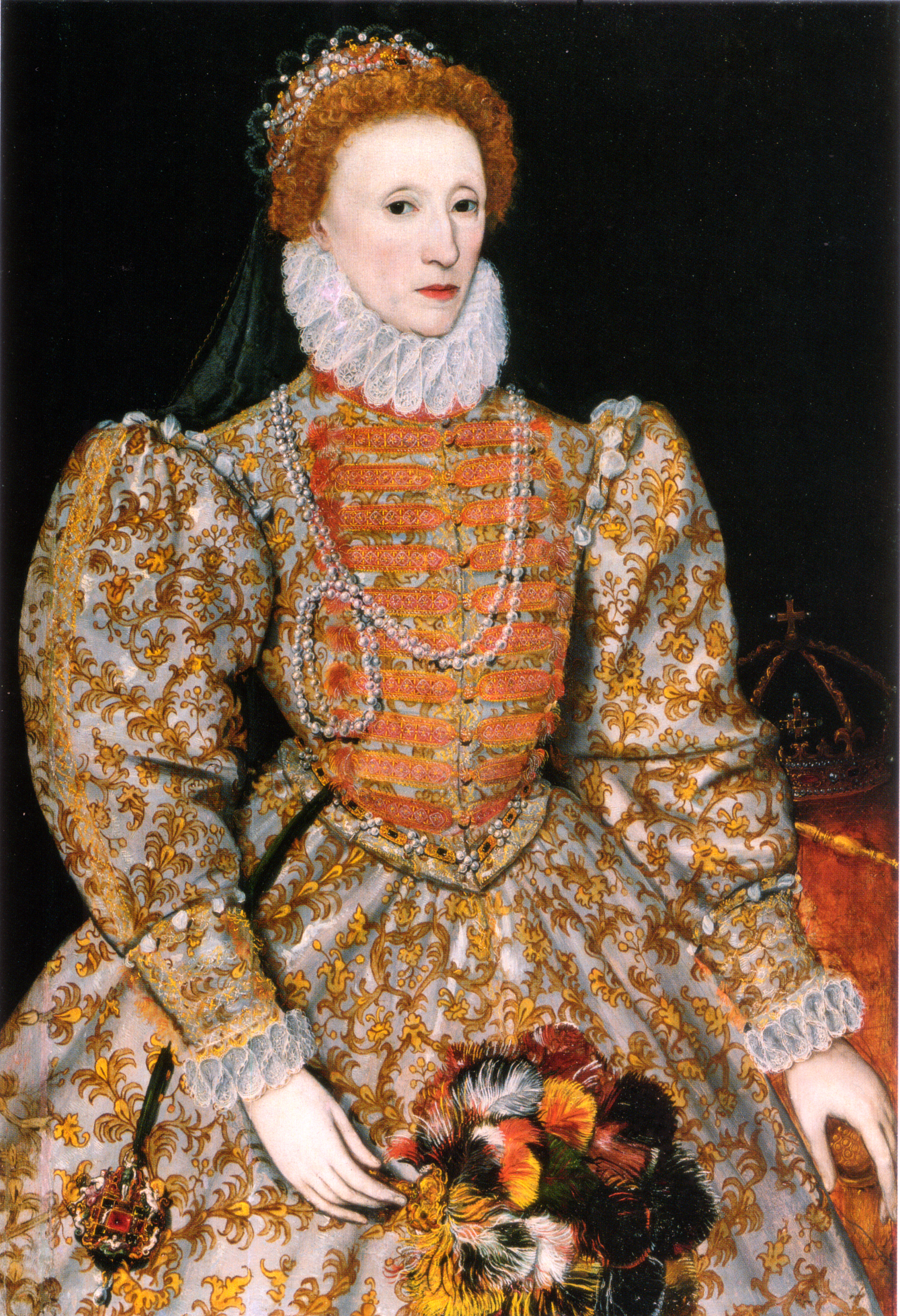
Élisabeth Ire.

En tant que membre et gentilhomme de la Chapelle Royale, Farrant a été actif aux cérémonies autour de la famille royale. Il a commencé son travail avec la Chapelle Royale, vers 1550, sous le règne d'Edouard VI. Heureusement pour Farrant, c'est une époque qui a vu l'énorme évolution dans la musique de l'Église latine. Des compositeurs tels que William Byrd et Christopher Tye ont été chargés d'élargir et de développer la musique d'Église. Dans les douze années de Farrant à la Chapelle Royale, il a été en mesure de participer à des funérailles pour Edouard VI et de la reine Marie, et les couronnements de Marie et Élisabeth. Après ce travail, il prend un poste d'organiste à la Chapelle Saint-Georges à Windsor.

## Affectation
Pour Farrant, le poste de Windsor est devenu permanent et il l'a conservé le reste de sa vie. Parallèlement à cela, il est également nommé à la position de Maître des choristes de la chapelle royale, en novembre 1569. Avoir les chœurs de ces deux institutions à sa disposition lui a donné une présenter toutes ses compositions et ses pièces de théâtre. En effet, chaque hiver, il était capable de produire une pièce de théâtre pour la Reine elle-même. Ces postes lui a également permis de revenir à Londres en 1576 et de commencer un théâtre public, où il a répété quelques-unes de ses musiques pour chœur. Peu de temps après, en 1580, il meurt, laissant sa maison à son épouse.

## Contributions importantes

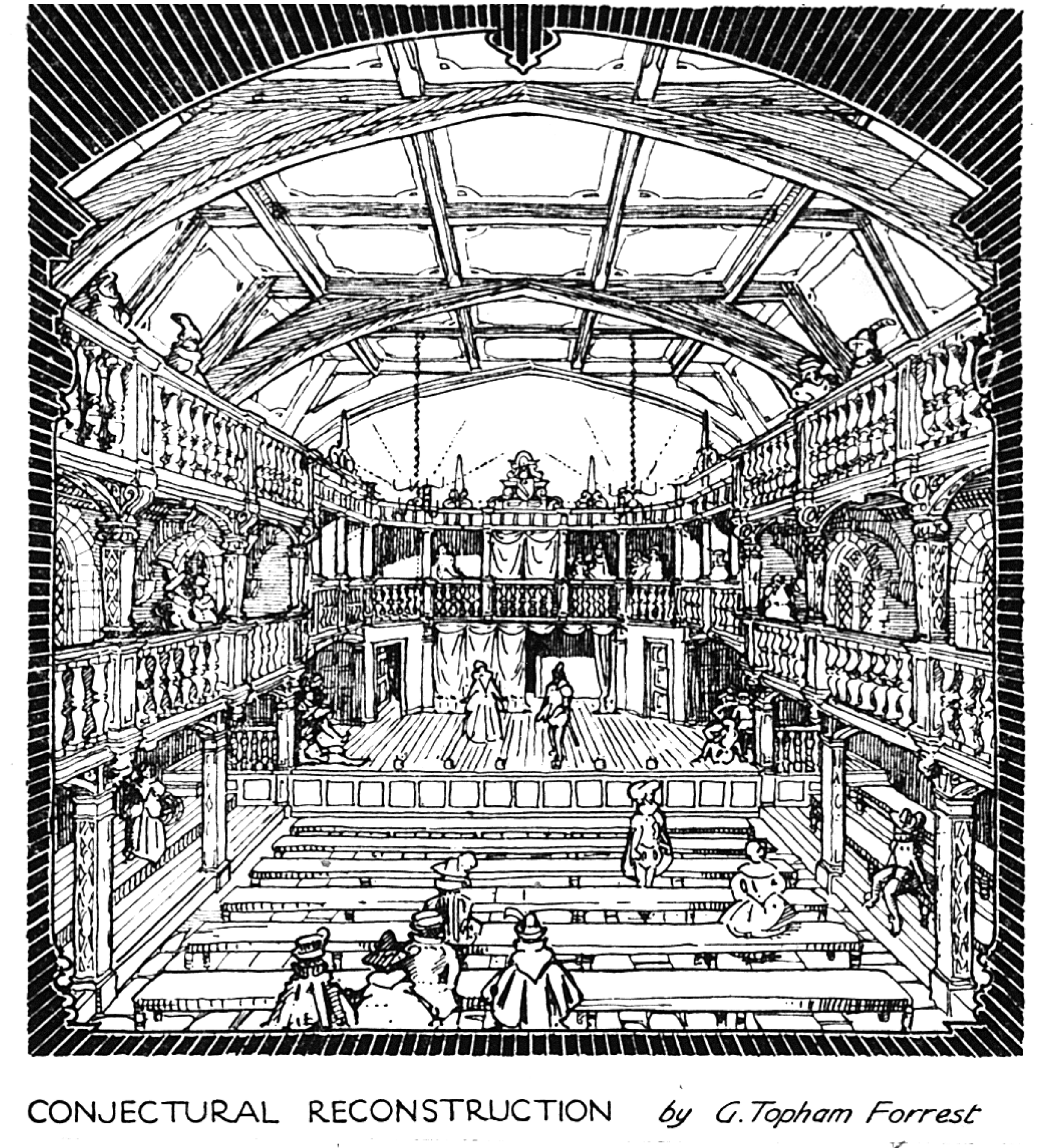
Reconstruction hypothétique du deuxième Blackfriars Theatre.

Contrairement à de nombreux compositeurs de son époque qui n'ont que composé de la musique, Farrant a également écrit de nombreuses pièces de théâtre. L'une de ses contributions les plus importantes au drame anglais est la création du premier Blackfriars Theatre. Il devint finalement l'un des endroits londoniens les plus importants pour le drame, développé pendant la Renaissance. Farrant est aussi l'un des plus anciens et des compositeurs les plus connus qui ont mélangé les deux médiums de la musique et du théâtre. C'était ce rare mélange qui lui a permis de commencer à développer le style de composition de « verse ». Cela devient important dans beaucoup de ses pièces, y compris les hymnes When as we sat in Babylon, Call to remembrance et Hide not thou thy face.

## Œuvres
En raison de l'époque éloignée, beaucoup des œuvres de Farrant ne sont connues que par la documentation ou de brèves mentions sur d'autres documents,.

### Compositions
- Ah, alas, You Salt Sea Gods (inclus dans le Dow Partbooks)
- Call to Remembrance
- Hide Not Thou Thy Face
- Lord, for Thy Tender Mercy's Sake
- Magnificat & Nunc Dimittis
- O Jove, from Stately Throne
- O Sacrum Convivium
- Single Chant in F Major
- Felix Namque (inclus dans le Mulliner Book)
- Voluntarye (Mulliner Book)

### Œuvres dramatiques
- Ajax and Ulysses
- Quintus Fabius
- The History of Mutius Scevola
- Xerxes
- The History of Loyaltie and Bewtie
- The History of Alucius
- Orestes
- Panthea and Abradatas